# Tünde
Tünde (ˈtyn.dɛ) ist ein weiblicher Vorname im ungarischen Sprachraum. Er ist eine Wortschöpfung des Schriftstellers Mihály Vörösmarty. Er wurde für das Theaterstück Csongor és Tünde (1831), das an Shakespeares Stück Ein Sommernachtstraum angelehnt ist, erfunden.
Der Name ist eine Verkürzung des ungarischen Wortes tündér „Fee“.
Koseform des Namens ist Tündi. 
Der Namenstag von Tünde wird am 1. Juni gefeiert.
Tünde ist außerdem der Modellname eines Motorrollers der ungarischen Csepel-Motorradfabrik.

## Bekannte Namensträgerinnen
- Tünde Bornemisza (* 2000), österreichische Musikerin
- Tünde Csonkics (* 1958), ungarische Schachmeisterin
- Tünde Szabó (* 1974), ungarische Schwimmsportlerin und Politikerin
- Tünde Vaszi (* 1972), ungarische Weitspringerin